# Vätska

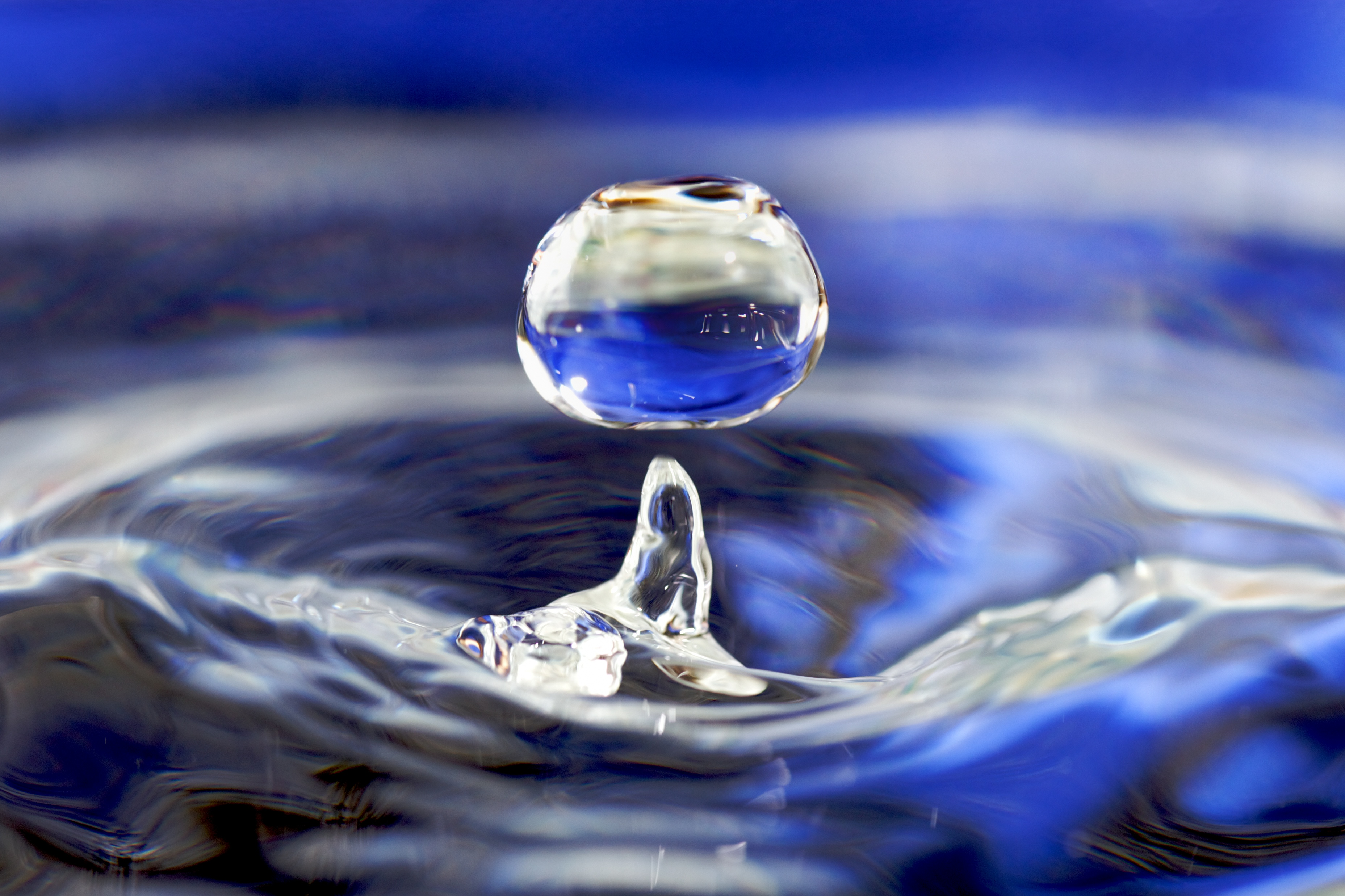
Vattendroppe

Området för vätska i en fasdiagram begränsas mot fast form av smältlinjen och mot gas av ångbildningskurvan upp till kritisk punkt (data för koldioxid).

Vätska, även flytande form eller likvid form, är ett aggregationstillstånd för kondenserad materia, som kännetecknas av att tillståndet inte har elastisk deformation vid skjuvning. Vanliga vätskor har låg viskositet så att en vätska i en bägare snabbt får samma form som bägaren. Symbolen (l), av engelska liquid, "flytande", används för att ange att ett ämne är i flytande form. Symbolen sätts tätt intill, i samma teckengrad och i rak stil, det ämne eller den förening den tillhör: H2O(l) betecknar flytande vatten.

## Övergång till fast fas
Det andra aggregationstillståndet för kondenserad materia är fast form, som en vätska brukar övergå i vid lägre temperatur. Ofta sker en fasövergång med smältvärme till en kristallstruktur. Vanliga vätskor saknar atomär ordning över långa avstånd, dock finns det flytande kristaller. Det finns också många vätskor som kan stelna till en fast form utan kristallstruktur, så kallade amorfa ämnen som till exempel glas. Sådan stelning är ingen riktig fasövergång. Istället sker över ett trajekt kring glastemperaturen en ändring av viskositeten med många tiopotenser.
Många egenskaper visar bara små ändringar vid övergången från fast till flytande, eftersom den lokala strukturen ofta inte är starkt förändrad. Densiteten brukar vara några procent lägre i den flytande fasen (vatten är ett känt undantag). Färg, brytningsindex och elektrisk ledningsförmåga är ungefär lika, och så vidare.

## Gräns till gasfas
Vid en fri yta har vätskor ett stort språng i densitet. Vätskans kohesion vill minimera dess yta, och det visar sig som vätskans ytspänning. Vid jämvikt finns ämnets ånga över vätskeytan med ett partialtryck lika med ämnets ångtryck. Om det hydrostatiska trycket är mindre än ångtrycket, kan gasbubblor inuti vätskan växa - vätskan kokar.
Ångbildningskurvan löper från trippelpunkt till kritisk punkt. Vid högre temperaturer kan ett ökande tryck öka densiteten från gles gas till superkritisk vätska utan att gå genom en fasövergång.

## Exempel

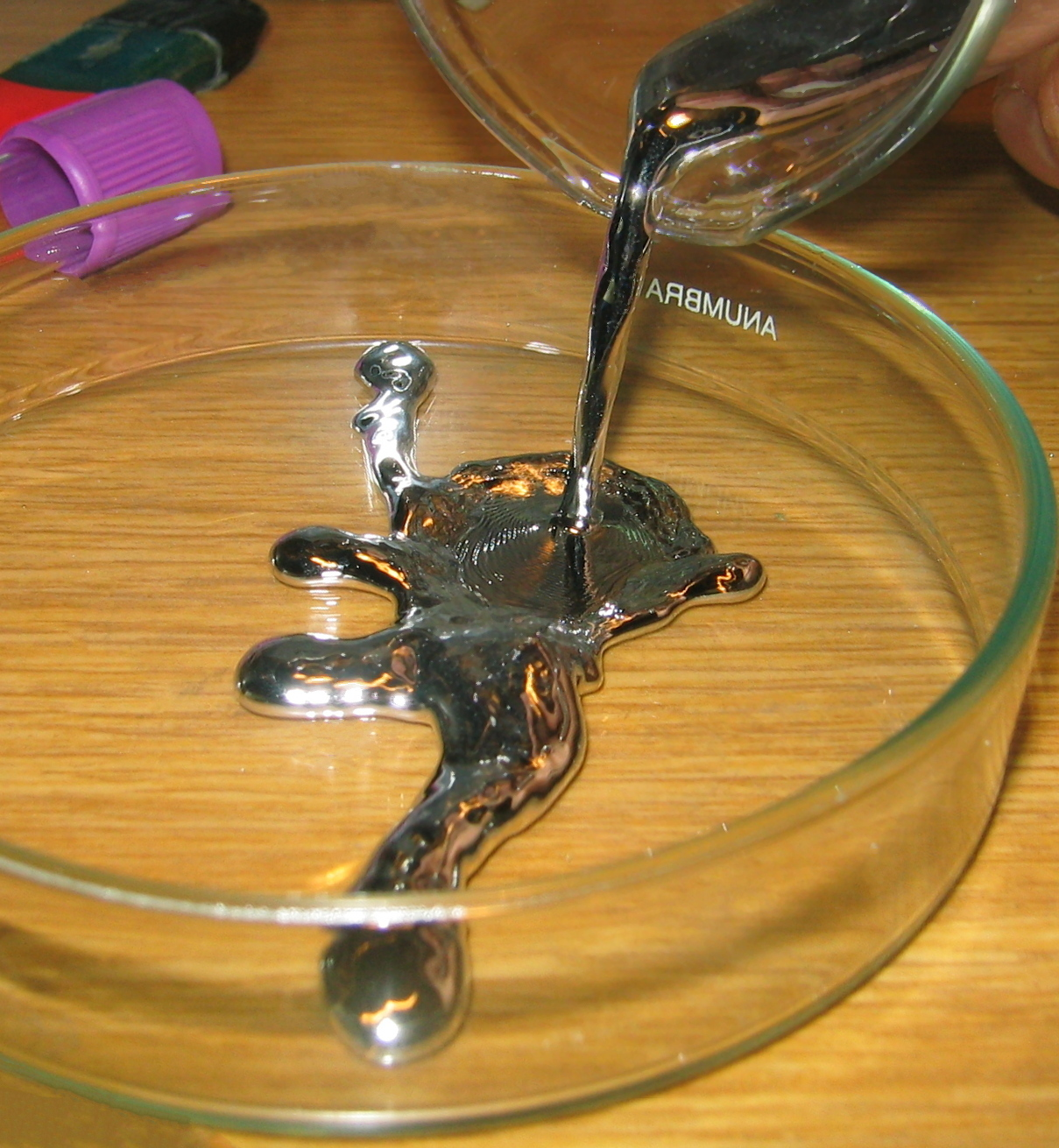
Flytande kvicksilver hälls ut i en skål.

Endast två grundämnen, kvicksilver och brom, är flytande vid rumstemperatur. Ytterligare fyra grundämnen har en smältpunkt strax över rumstemperatur: Francium (smältpunkt 27°C), cesium (smältpunkt 28,44°C), gallium (smältpunkt 29,76°C) och rubidium (smältpunkt 39,48°C).
Vissa blandningar av grundämnen är flytande vid rumstemperatur trots att de individuella grundämnena är fasta vid samma förhållanden (eutektisk blandning). Ett exempel på detta är legeringen NaK som bland annat används vid kylning av kärnreaktorer.
Bland ämnen som är flytande vid rumstemperatur finns vatten, etanol och många andra organiska lösningsmedel. Flytande vatten är mycket viktigt inom kemi och biologi, och är en förutsättning för allt liv på vår planet.

## Användningsområden i urval

### Smörjmedel
Vätskor är användbara som smörjmedel tack vare deras förmåga att bilda ett tunt, fritt flytande lager mellan fasta material.  Smörjmedel förekommer huvudsakligen i två former: olja eller fett. Oljebaserade smörjmedel används ofta i motorer, växellådor och hydrauliska system.  Lågviskösa oljor fungerar generellt bättre vid låg temperatur medan smörjfett med högre basoljeviskositet mer används vid hög belastning och högre arbetstemperaturer.

### Lösningsmedel
Lösningsmedel är ämnen som kan lösa andra ämnen. Vanligen avses vätskor som kan lösa gasformiga, flytande eller fasta ämnen.

### Kylning
Vätskor tenderar att ha bättre värmeledningsförmåga än gaser, och deras förmåga att flyta gör att vätskor lämpar sig väl för att leda bort överskottsvärme från mekaniska komponenter. Värmen kan till exempel ledas bort genom att vätskan får flöda genom en värmeväxlare, som kylaren i en bil.